# Alindria amabilis
Alindria amabilis là một loài bọ cánh cứng trong họ Trogossitidae. Loài này được Grouvelle miêu tả khoa học năm 1923.